# Roming
Roming je obezbeđivanje telekomunikacijske veze sa pretplatnikom na lokaciji izvan zemlje u kojoj je registrovao telekomunikacijske usluge.
U praksi, to znači da ako je korisnik u obuhvatu mobilne mreže, a nalazi se izvan zemlje u kojoj mobilni operater pruža usluge svojom pokrivenosti, mobilni telefon će tražiti najjači dostupan signal i registarati u mreži. Korisnik mora biti kućni mobilni operater, operater čije usluge želi da koristi, što je zaključeno važećim ugovorom rominga.
Roming radi na prenošenju informacija od svog provajderskog servisa do servisa koji će pružiti pun pristup. Ako se koriste usluge kao što su SMS, MMS, GPRS na kućnoj mreži, ove usluge će biti dostupne i odabranom roming partneru za istu svrhu. U ovom slučaju troškove njihovog pružanja naplaćuje samo kućni mobilni operater.